# José Luiz Gomes de Vasconcelos
José Luiz Gomes de Vasconcelos (ur. 12 maja 1963 w Garanhuns) – brazylijski duchowny katolicki, biskup Sobral od 2015.

## Życiorys
Święcenia kapłańskie przyjął 9 grudnia 1989 i został inkardynowany do diecezji Garanhuns. Przez wiele lat pracował jako duszpasterz parafialny, zaś w latach 2002-2005 był także koordynatorem duszpasterstwa w diecezji. Był także rektorem seminarium w Caruaru.
21 marca 2012 papież Benedykt XVI mianował go biskupem pomocniczym archidiecezji Fortaleza oraz biskupem tytularnym Canapium. Sakry biskupiej udzielił mu 11 czerwca 2012 biskup Fernando José Monteiro Guimarães.
8 lipca 2015 papież Franciszek mianował go biskupem diecezji Sobral.